# Кирлібаба-Ноуе
Кирлібаба-Ноуе (рум. Cârlibaba Nouă) — село у повіті Сучава в Румунії. Входить до складу комуни Кирлібаба.
Село розташоване на відстані 356 км на північ від Бухареста, 85 км на захід від Сучави, 145 км на північний схід від Клуж-Напоки.

## Населення
За даними перепису населення 2002 року у селі проживали 434 особи.
Національний склад населення села:
| Національність | Кількість осіб | Відсоток |
| -------------- | -------------- | -------- |
| румуни         | 327            | 75,3%    |
| німці          | 101            | 23,3%    |

Рідною мовою назвали:
| Мова      | Кількість осіб | Відсоток |
| --------- | -------------- | -------- |
| румунська | 344            | 79,3%    |
| німецька  | 88             | 20,3%    |